# Манојло Еротик Комнин
Манојло Еротик Комнин (грч. Μανουήλ Ἐρωτικός Κομνηνός; 955/960 — око 1020) био је византијски војсковођа из времена Василија II и први поуздани припадник династије Комнина. 

## Биографија
Ништа није познато о Манојловом раном животу. Година рођења (955/960) прихваћена је од стране већине историчара. Родитељи Манојла Комнина нису познати. Будући да се Манојлов први син звао Исак, грчки историчар Константин Варзос сматрао је вероватним да се тако звао и његов отац, пошто је по византијским обичајима прворођени син добијао име по деди са очеве стране. О његовом животу и каријери се ништа више не зна. По Варзану, презиме "Комнин" наследио је од свог оца, док је и идентитет Манојлове мајке непознат. Она је припадала породици Еротик, и вероватно је била повезана са побуњеником из 11. века, Теофилом Еротиком. Француски научник Жан Клод Шене, претпостављао је, са друге стране, да је Манојло био члан породице Еротик и да је он први који је променио презиме у Комнин. Модерна историографија данас углавном прихвата коментар Михаила Псела да је породица Комнина потекла из села Комне у Тракији. Варзос такође сматра Манојла братом протоспатра Нићифора Комнина, именованог за гувернера јерменске области Васпуракан убрзо након анексије 1021. године. Таква претпоставка се, међутим, не може поуздано доказати. 
Манојло се у изворима први пут среће 978. године, када је предводио одбрану Никеје од побуњеничког генерала Варде Склира, који је устао против цара Василија II (976-1025). Иако Манојлова унука, принцеза Ана Комнина, у Алексијади тврди да је њен деда именован стратегом автократором (главним војним командантом) на Истоку, далеко је вероватније да је он био само локални командант. Манојло је водио одбрану града са одређеним успехом, иако су опсадници успели да поткопају и сруше једну од његових кула, све док недостатак хране није постао акутан. У том тренутку је Манојло морао преварити Склира, претварајући се да има много пшенице. Успео је да наведе Склира да допусти њему и становницима Никеје слободан пролаз до Цариграда. Манојло се поново помиње 989. године, када је послат као изасланик Склиру, који се поново побунио против Василија. Манојло је испунио поверени му задатак да наговори Склира на полагање оружја. Склир је одустао од борби 11. октобра. Титуле које је Манојло тада носио биле су патрикије, антипат и вестес.
Манојло је поседовао земље у области данашње Кастамоне у Пафлагонији. Након његове смрти, наследио их је син. Ови поседи постали су упориште династије која ће владати Византијским царством. Манојло Еротик Комнин је умро вероватно око 1020. године. Деца су му тада још увек била мала, па их је поверио на бригу цара Василија. 

### Потомство
Идентитет Манојлове жене није сигуран. Изгледа да се звала Марија, као и њене две унуке. Умрла је вероватно око 1015. године. Имали су два сина и једну ћерку:
- Исак I Комнин (око 1007 - 1061), ожењен Катарином Бугарском, ћерком последњег бугарског цара. Постао је византијски цар 1057. године и владао је до 1059. године, када се замонашио. [9]
- Ћерка непознатог имена (рођена око 1012. године), удата за Михаила Дуку, катепана Италије, убијеног у борби против Печенега 1050. године. [10]
- Јован Комнин (око 1050. - 12. јул 1067.), ожењен Аном Даласином. Служио током владавине свога брата као доместик схола. Имао је више деце, који су такође били познате војсковође. Његов трећи син, Алексије I Комнин, постао је цар 1081. године, оснивајући владарску династију Комнина. [4][11]